# Bosnien (cheval)
Cheval de montagne des Balkans
Vous lisez un « bon article » labellisé en 2021.
Pour les articles homonymes, voir Bosnien (homonymie).
Le cheval de montagne des Balkans, nommé Bosnien des montagnes (bosnien : Bosanski brdski konj) en Bosnie-Herzégovine, est une population transfrontière de petits chevaux de montagne, divisée en plusieurs races réparties dans les Balkans. Présumée proche du Tarpan et du cheval de Przewalski, cette population est influencée par le cheval oriental sous l'Empire ottoman. À partir du début du XXe siècle, les autorités austro-hongroises prennent le contrôle sur la qualité du cheptel et sélectionnent drastiquement les étalons, pour revenir à l'ancien type et élever un cheval de bât. Cette sélection est poursuivie dans les haras de Yougoslavie.
Ce cheval de travail présente la morphologie typique des races de montagne utilitaires d'Europe de l'Est. Sa robe est le plus souvent baie ou noire. Il est mis au travail agricole et sert toujours de moyen de transport, au bât et à la traction légère. La guerre de Bosnie-Herzégovine a emporté plus de la moitié des effectifs, ce qui motive des mesures de protection du cheptel survivant. La majorité des sujets se trouvent en Bosnie-Herzégovine — la Serbie détenant un cheptel d'environ 2 000 têtes en 2020. Ces chevaux vivent en petits nombres en Macédoine du Nord, en Croatie et en Slovénie ; ils ont enfin été exportés vers l'Allemagne afin d'assurer leur sauvegarde.

## Dénomination

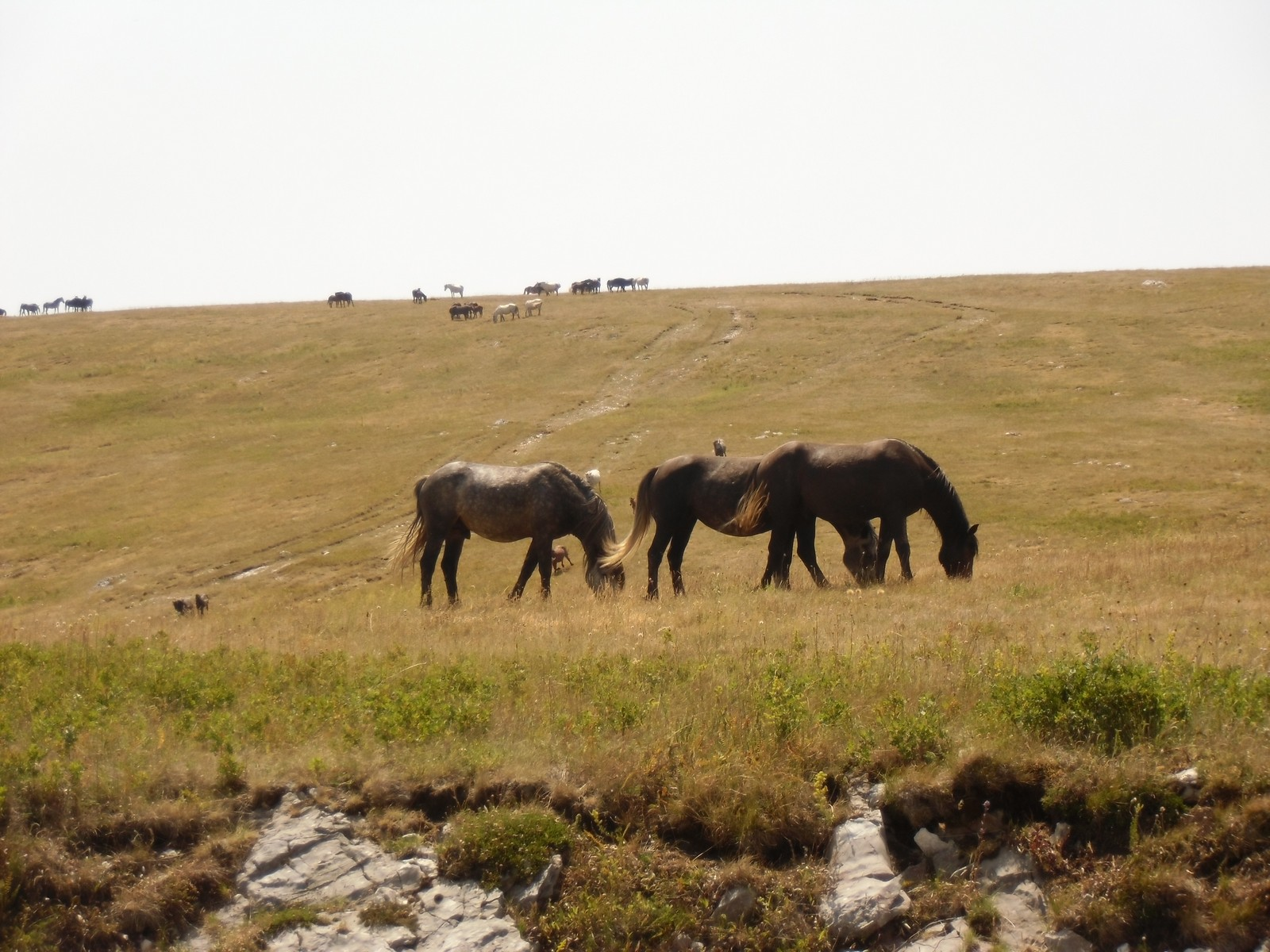
Les chevaux sauvages de Livno, en Bosnie-Herzégovine, sont l'une des populations rattachées au groupe du cheval de montagne des Balkans.

Il existe un groupe de races de chevaux de bât et de traction dans les Balkans, présentant un type nettement similaire. Ces chevaux sont nommés « poney de montagne yougoslave »,, « poney des Balkans », ou encore « poney bosnien ». D'après CAB International, plus ils vivent dans le sud des Balkans, plus leur modèle est influencé par le cheval oriental.
L'éclatement de la Yougoslavie en 1992 a entraîné l'usage de noms spécifiques en fonction de la région d'élevage. 
En Bosnie-Herzégovine, la race est nommée (en serbo-croate) bosanski brdski konj. Brdski se traduit par « montagne », et konj par « cheval », ce qui donne mot à mot, en français, « Cheval de montagne bosniaque ». Cette race est aussi nommée « Bosnien » ou « Bosniaque »,,. En anglais, cette race est nommée Bosnian mountain horse, Bosnian Pony  ou Bosniak,. D'après l'écrivain Giacomo Giammatteo, la seule graphie juste du nom de cette race de chevaux fait appel à une initiale en lettre majuscule, dans la mesure où la race est nommée d'après le pays où elle vit. La variété des plateaux d'Herzégovine, la plus légère, est connue sous le nom de « Podveleski »,. L'autre variété, influencée par l'Arabe, porte le nom de « Glasinacki ».
Les chevaux présents en Serbie sont connus sous le nom de domaći brdski konj (« cheval domestique de montagne »),. Les chevaux de Macédoine du Nord, réputés similaires, sont nommés des « poneys de Macédoine ».
La dénomination de « cheval domestique des montagnes » ou « cheval de montagne des Balkans » (anglais : Balkan Mountain Horse) a été proposée comme nom transfrontière, pour permettre de désigner l'ensemble de ces populations chevalines.

## Histoire

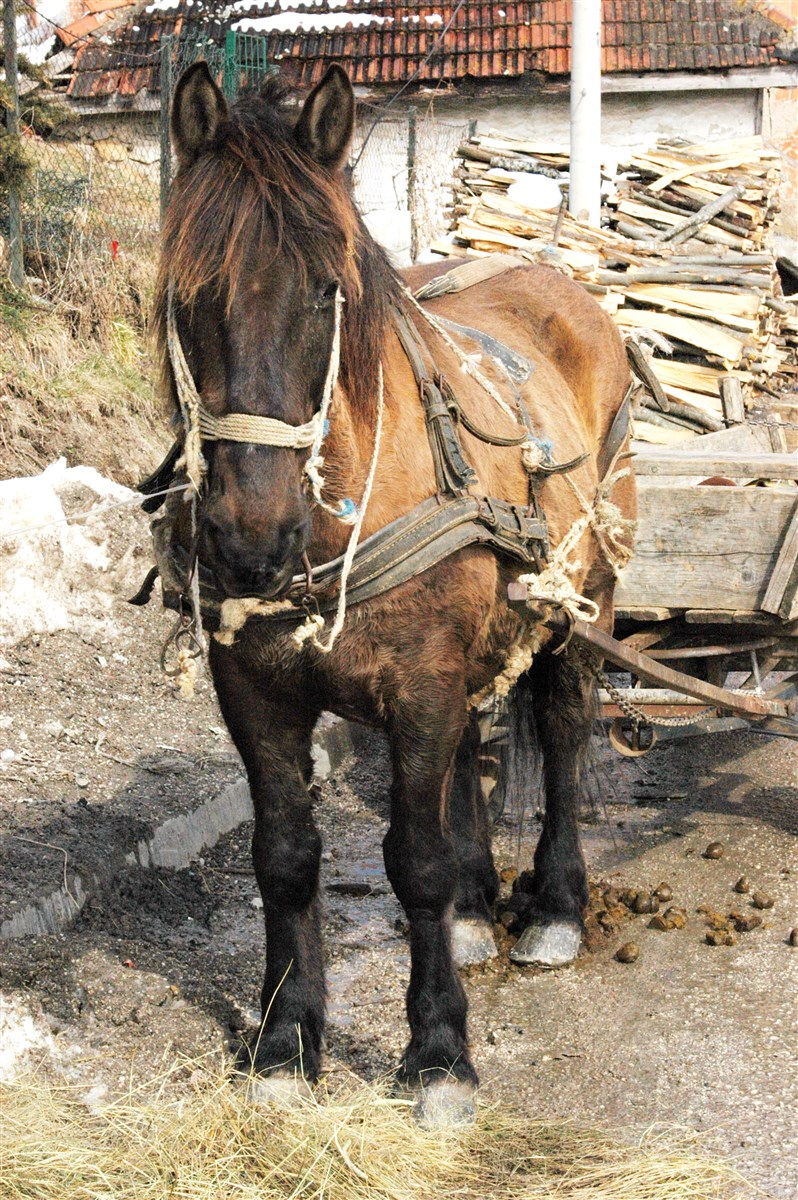
Cheval de montagne attelé sur le plateau de Pešter, en Serbie.

Ce cheval présente de nombreuses similitudes avec le Huçul, le Konik, et l'Albanais, ; comme lui, il appartient au groupe des races des Balkans. Son analyse génétique confirme qu'il s'agit d'une très ancienne race autochtone. Il est souvent présenté comme la plus ancienne race de chevaux indigène des Balkans,.

### Origines
La Bosnien est décrit comme un descendant du Tarpan,,, et du cheval de Przewalski,,, ; ou du moins, de « races primitives ». Le cheval mongol est parfois cité,,. En Serbie, c'est l'influence de races asiatiques et du sud de la Russie qui est évoquée. Le cheval de montagnes local y est décrit comme descendant de croisements avec l'Arabe. A. Ogrizek et F. Hrasnica estiment, en 1952, qu'il descend d'un cheval autochtone des Balkans influencé par des chevaux venus du Sud de la Russie avec les migrations slaves. 
La race reçoit peut-être l'influence des chevaux des Huns au IVe siècle, puis celle de chevaux slovènes des Carpates au VIe siècle, de chevaux de l'Empire byzantin au Xe siècle, enfin celle des montures des Avars au XIIIe siècle[Information douteuse],. L'influence du Thessalien est discutée, et semble mineure.
D'après la FAO et CAB International, le cheval bosniaque semble plutôt descendre de la race locale du Buša, connue au XVIIIe siècle,,. L'Herzégovine comptait un type primitif de cette race portant une robe bai-brun, désormais éteint : le Karst,.

### De l'Antiquité à la fin duXVIIIesiècle
Déjà présent dans la région sous l'Empire romain, le cheptel est présumé avoir reçu une forte influence du cheval oriental entre les XVe siècle et XIXe siècle, par le biais de la cavalerie des Turcs, sous l'Empire ottoman,,,, ce qui a pu modifier les allures et l'aspect de l'ancienne race, qui a perdu en robustesse et en puissance de traction. Ces chevaux sont utilisés pendant des siècles pour le transport en montagne, ce qui sélectionne un pied sûr et une grande endurance. Aux XVIIe et XVIIIe siècles, différents types de chevaux co-existent dans cette région géographique.

### Sous l'empire austro-hongrois
D'après un article du Sporting Magazine, en 1869, il n'était pas rare de parvenir à faire vendre frauduleusement des chevaux bosniens comme chevaux arabes en leur apposant le marquage au fer réservé à cette dernière race.
Sous l'empire austro-hongrois, une sélection minutieuse des chevaux est mise en place.  En 1893, les autorités austro-hongroises organisent une course d'endurance de 180 miles dans les montagnes, pour tester la résistance de ces chevaux. 47 cavaliers prennent le départ, une moitié environ étant des officiers austro-hongrois sur des montures de sang, l'autre moitié des cavaliers locaux avec leurs montures de montagne. La course est remportée par un cavalier Musulman, en 30 heures et 26 minutes. Une autre course d'endurance, réservée aux chevaux bosniens, est organisée la même année sur 288 kilomètres, entre Bihać et Sarajevo.
À partir de 1900, ce petit cheval est élevé sélectivement par le gouvernement, qui contrôle les programmes de sélection et réoriente la race vers son ancien type,. Cette race est reconnue en 1908, lorsque démarre un programme de sélection officiel au haras de Goražde. Ce programme est interrompu six ans seulement après son lancement.

### Sous le gouvernement yougoslave

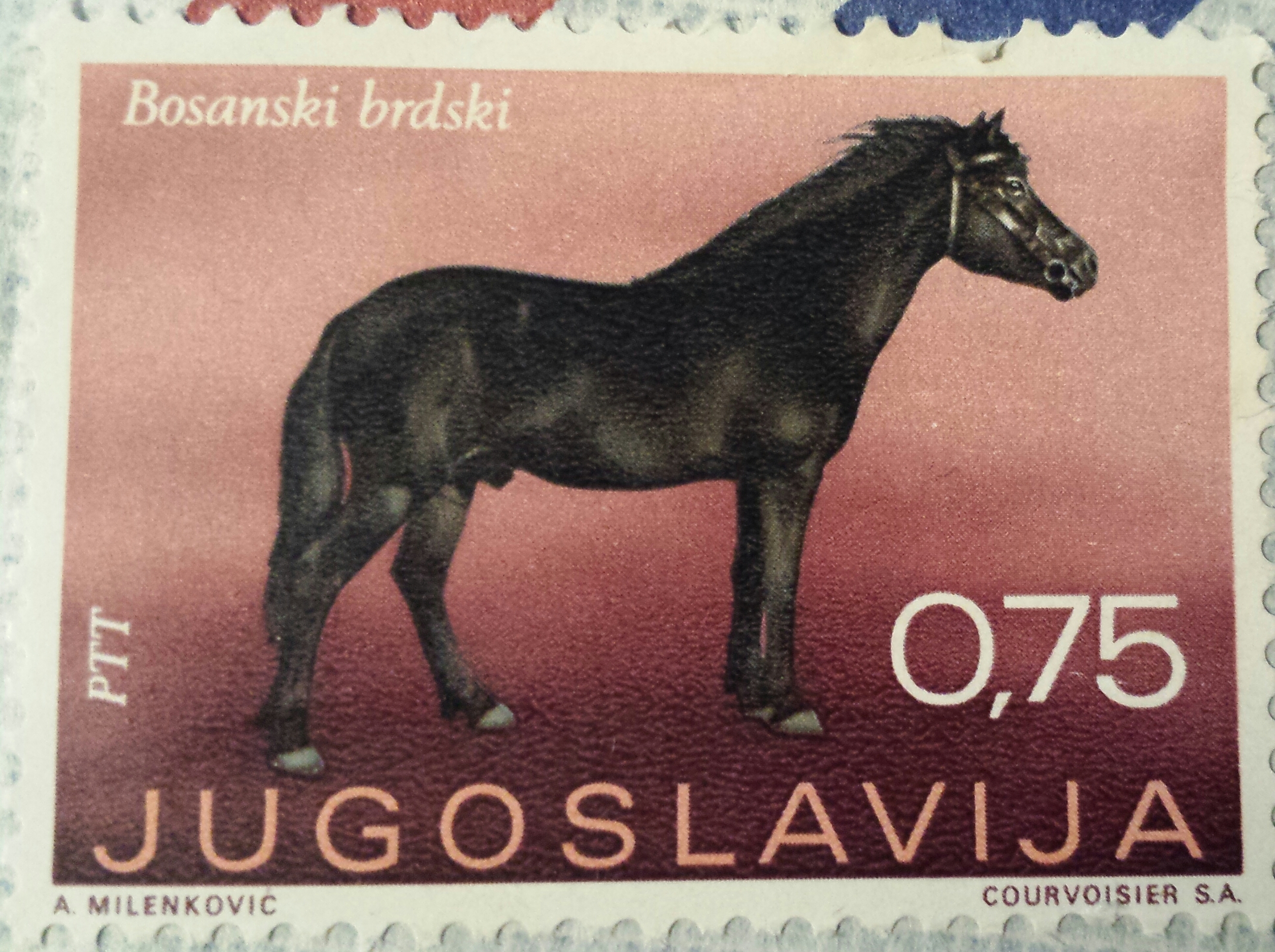
Poney bosnien des montagnes sur un timbre yougoslave.

La race est reconnue officiellement par la Yougoslavie en 1929, avec la création d'un nouveau haras, sur une base de juments acquises parmi les meilleures de la région, ne montrant aucun croisement oriental dans leurs origines,. En 1932, les trois étalons fondateurs de la race rejoignent ce haras : Miško (le plus petit et le plus raffiné), Barut et Agan. Agan et Barut ressemblent au cheval sauvage asiatique. L'objectif de l'époque est de sélectionner un cheval de bât plus lourd que la souche originelle. Tout croisement extérieur est interdit depuis 1933. L'un des principaux centres de reproduction historiques est le Borike Stud, ou Haras militaire de Borique, créé en 1893 et situé près de Rogatica,, à 950 m d'altitude,. Un autre lieu important est le haras militaire de Han Pijesak, qui n'existe désormais plus. 
L'État contrôle tous les étalons de l'élevage, tandis que les juments restent privées. À partir de 1945, les croisements extérieurs disparaissent et la sélection tend à l'accroissement de la taille. Ces petits chevaux de montagne se trouvent alors dans de nombreux autres biotopes, dont les plateaux, forêts, plaines et collines. Entre les années 1950 et 1990, ce cheval a été disséminé dans de nombreuses régions de Yougoslavie.
Le cheptel entame une décrue importante à partir des années 1970. En 1979, le petit cheval de montagne reste très répandu dans les Balkans : leur nombre dans toute la Yougoslavie est estimé à 400 000 par la journaliste britannique Caroline Silver. L'élevage est alors toujours étroitement contrôlé par l'État, notamment en matière de sélection des étalons. Cette sélection passe par l'aptitude au bât, les étalons étant testés avec un port de charge de 110 kg sur environ 15 km, distance que certains d'entre eux parcourent en 71 minutes.

### Depuis les années 1990

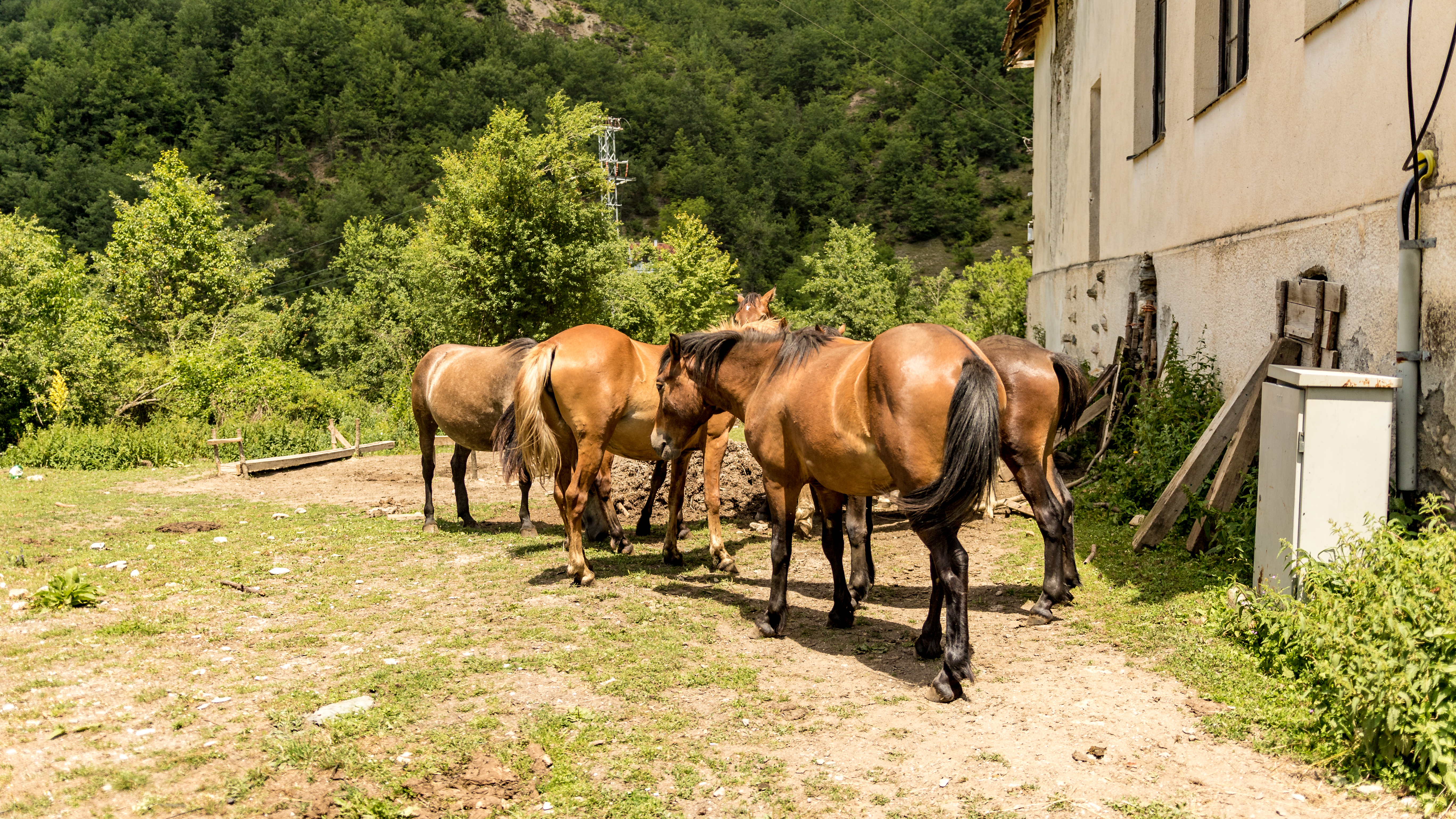
Chevaux de montagne de Macédoine du Nord.

La guerre de Bosnie-Herzégovine fait nettement souffrir la race, avec une grande perte de cheptel (le petit cheval de montagne représentant 70 % des chevaux de la région en guerre), et un effet sérieux sur son programme de sélection et de conservation ,. Environ la moitié des chevaux de cette région géographique périssent durant le conflit, ou de ses suites.
Le recensement des chevaux de Bosnie effectué après la guerre, en 2002, permet de dénombrer 7 000 survivants, dont 70 % sont du type des montagnes local. En l'absence d'élevage sélectif sur cette période, les chevaux ont pu être croisés au hasard, et la qualité du cheptel survivant est considérée comme faible. Le testage des étalons prend fin en 2011. Entre 2008 et 2012, le nombre de chevaux du haras de Borike fluctue entre 81 et 96 ; huit lignées de juments et deux d'étalons y sont conservées. Le nombre de lignées de juments poulinières subit un déclin continu. En 2018, ce constat est porté au ministère de l'agriculture de la république serbe de Bosnie afin de le convaincre de lancer un plan d'action pour sauvegarder la race.
En 2008, le département d'agriculture de Macédoine du Nord demande qu'un programme d'élevage soit créé pour toutes les races animales domestiques du pays. En 2015 et 2016, la race du « cheval domestique des montagnes » est caractérisée en Macédoine du Nord, à partir de l'étude de 220 chevaux trouvés dans les régions montagneuses centrales. La majorité des 19 000 chevaux macédoniens recensés en 2016 sont croisés avec des races européennes et avec l'Arabe.

## Description

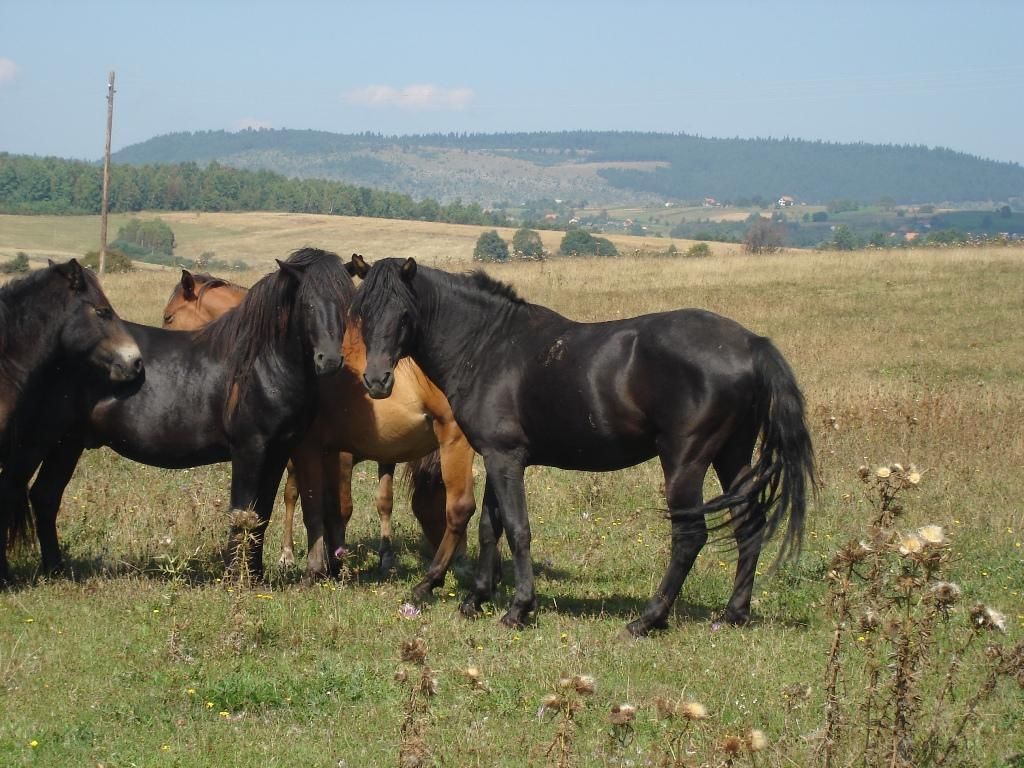
Groupe de Bosniens.

C'est un petit cheval de type médioligne, très proche de la race Huçul : l'encyclopédie de CAB International le classe comme une variété plus petite de cette dernière race. D'après Martin Haller, il présente le modèle typique du cheval utilitaire d'Europe de l'Est, que Bonnie Lou Hendricks (université de l'Oklahoma) décrit comme un petit cheval compact. La sélection menée dans les haras de Bosnie sur la capacité à porter de lourdes charges (cheval de bât) a laissé des traces sur la morphologie de la race. Bien que souvent nommés « poneys », ces chevaux n'en présentent pas la morphologie. 

### Taille et poids
La base de données DAD-IS, ainsi que diverses encyclopédies, citent une taille moyenne de 1,30 m chez les mâles comme chez les femelles en Bosnie. Les mesures de référence pour la Serbie sont de 1,27 m en moyenne chez les femelles et 1,30 m chez les mâles. Des mesures de référence ont été prises en 1940 : la moyenne était de 1,35 m, avec des variations allant de 1,30 m à 1,44 m, et un dimorphisme sexuel sensible, les mâles étant en moyenne un peu plus grands.
Les auteurs italiens Maurizio Bongianni (1987) et Gianni Ravazzi (2010) indiquent une fourchette de 1,25 m à 1,42 m ; Martin Haller donne 1,35 m à 1,45 m. L'encyclopédie de référence de CAB International (CABI ; 2016) indique une fourchette de 1,29 m à 1,49 m, le guide Delachaux (2014 et 2016) donne 1,30 m à 1,48 m. Il existe des variations régionales : dans la Romanija Planina, les chevaux sont plus grands et plus forts, atteignant en moyenne 1,42 m d'après CABI. En Herzégovine, ils sont plus petits, atteignant en moyenne 1,32 m à 1,37 m. Ces variations sont attribuées aux différences d'apport de nourriture et de rigueur du climat. En Macédoine du Nord, la taille moyenne des chevaux caractérisés en 2016 est de 1,25 m, une petite taille attribuée à un environnement particulièrement rigoureux.
Le poids de naissance va de 30 à 35 kg. Le poids moyen à l'âge adulte est de 300 kg chez les mâles et 250 kg chez les femelles d'après les données enregistrées en Bosnie et en Macédoine du Nord ; en Serbie, les pesées de référence sont de 380 kg en moyenne chez les mâles, pour 327 kg en moyenne chez les femelles.

### Morphologie

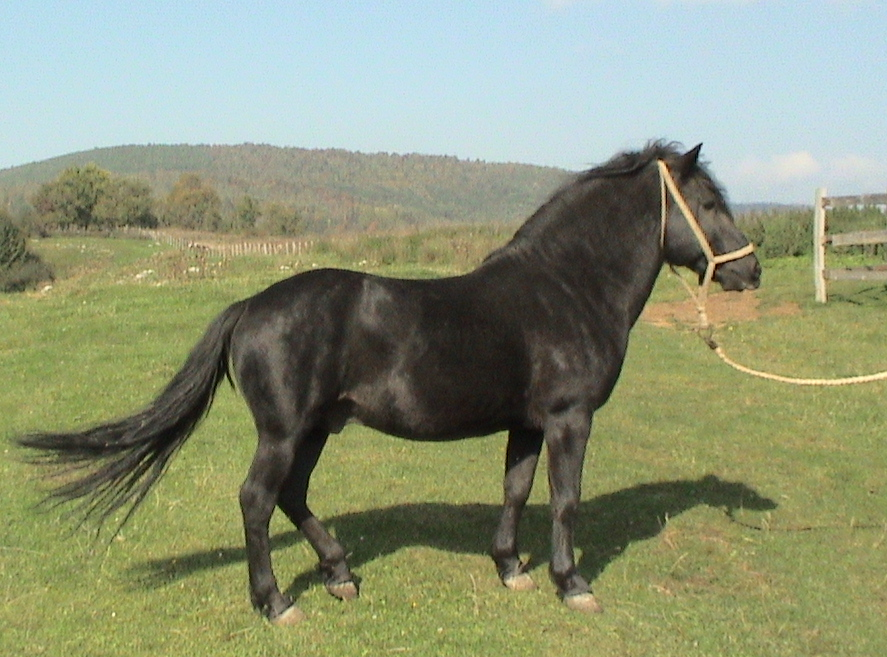
Bosnien, au modèle.

Il présente une grande ressemblance avec le cheval sauvage d'Asie, en plus raffiné, ce qui est attribué à l'influence du cheval oriental,. Le modèle général est « carré ».
La tête est lourde, de profil rectiligne,,,, sèche et de taille moyenne. Le front est étroit et les yeux sont grands. Les oreilles sont petites et courtes, et le toupet sur le front est épais et abondant,,. L'encolure est courte, rectiligne, très puissante et musclée,,, particulièrement chez les étalons. Le garrot est assez plat chez le cheptel macédonien, de même que selon Bongianni et Hendricks ; il est décrit comme saillant mais court par Haller. Les épaules sont longues et inclinées, la poitrine profonde, et peu large, la cage thoracique ample. Le dos et le rein sont droits,, relativement longs, et stables. La croupe est légèrement inclinée,, arrondie et bien développée, bien que courte,. La queue est attachée bas. Les jambes sont musclées et très dures, bien que courtes,,, dotées d'articulations sèches et larges et de tendons résistants. Le jarret peut cependant être étroit ; par ailleurs les « jarrets de vache » sont fréquents. Le pied, assez petit, est doté d'une corne très dure.
La crinière est très fournie,.

### Robes

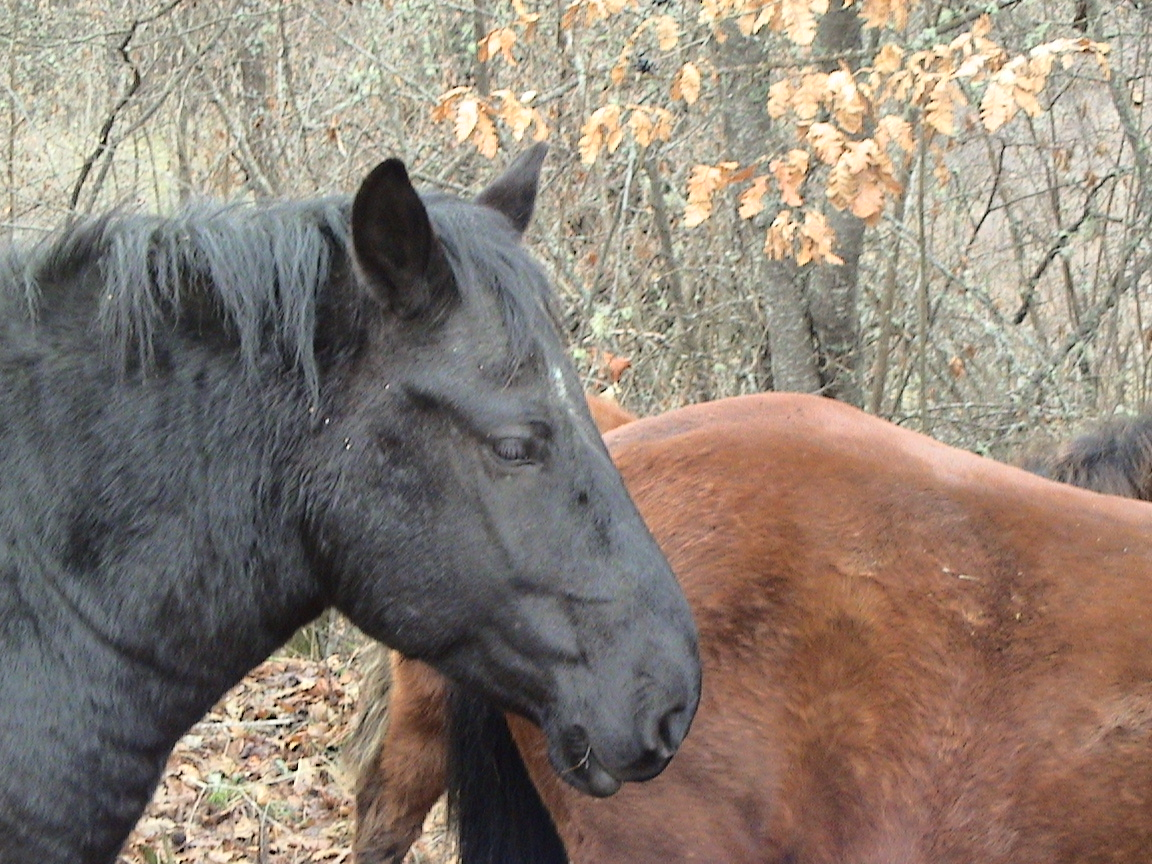
Tête d'un Bosnien de robe noire, devant la croupe d'un autre cheval de robe bai clair.

Sa robe est le plus souvent baie sous toutes les nuances, dont le bai-brun (à 42 % en Bosnie, pour 45 % de bais en Serbie, selon DAD-IS). Elle peut aussi être noire (22 % de fréquence en Serbie) , grise (à 19 % de fréquence en Serbie), ou alezane (dont alezan brûlé), robe présente chez 13 % du cheptel serbe. Le gène Dun est présent chez la race, donnant 1 % de chevaux de robe bai dun en Serbie,. Caroline Silver indique la robe souris (base noire diluée par le gène Dun) comme possible. En 1940, les animaux sont décrits comme bai-bruns, avec des zébrures aux membres et au niveau des épaules.
L'isabelle et le palomino sont possibles, bien que très rares,,. Il existe enfin un très faible nombre de chevaux pie (0,5 % du cheptel bosniaque, d'après DAD-IS). Martin Haller signale (curieusement) l'aubère comme la robe majoritaire.

### Tempérament et entretien
La race est décrite comme intelligente, vaillante et affectueuse. La bonne santé générale du cheptel est reconnue, de même que sa bonne longévité. Les chevaux Bosnien et Serbe sont sobres, robustes, et de tempérament docile, bien que le caractère puisse être affirmé. Ils disposent d'une très grande endurance, qui a été testée à l'occasion de parcours sur 288 km. Les juments ne poulinent pas avant l'âge de cinq ou six ans. Ces chevaux sont très bien adaptés à leur environnement de montagnes, et aux conditions climatiques extrêmes de ce biotope,,. En Bosnie, ils sont élevés à l'extérieur, dans la montagne, et complémentés en foin l'hiver ; un abri leur est fourni pour se protéger des intempéries. En Serbie, ils sont élevés de manière sédentaire, avec des apports de fourrage si le pâturage ne suffit pas.

### Allures

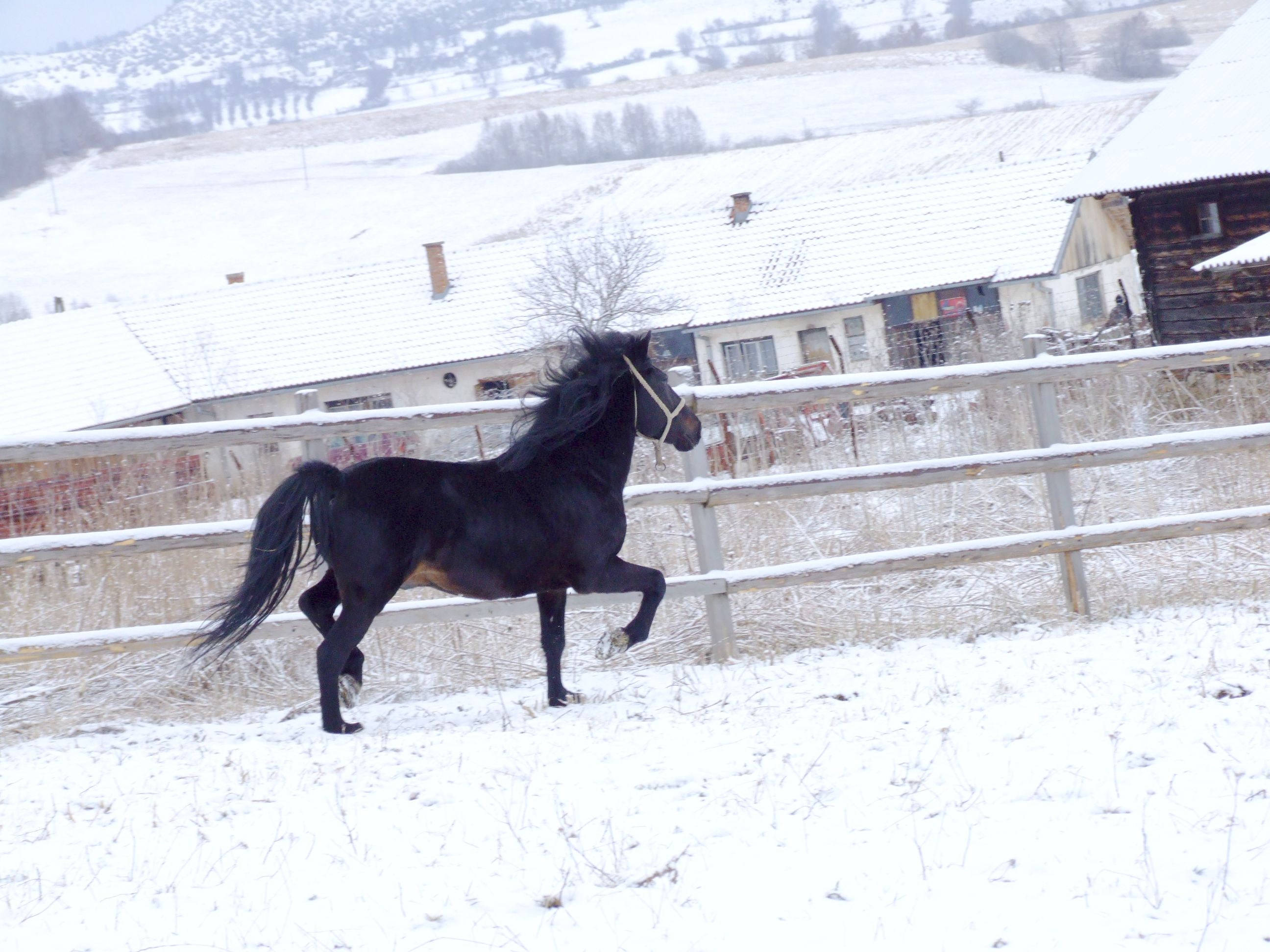
Bosnien bai-brun au trot.

Le Bosnien dispose d'une grande sûreté de pieds. Haller considère le pas et le trot comme de bonne qualité, et le galop comme court. Les allures des chevaux macédoniens sont fluides.

### Sélection et maladies spécifiques
En Serbie, la sélection de la race est assurée par le département d'agriculture de l'Université des sciences de Novi Sad, ainsi que par le département d'agriculture de l'université de Belgrade. En Bosnie, les départements d'agriculture universitaires s'occupent aussi de cette race. La préoccupation des autorités de Macédoine du Nord est de parvenir à créer un programme d'élevage commun avec des caractéristiques flexibles, pour permettre à tous les pays des Balkans de travailler à une sélection commune de la race. Le programme macédonien prévoit de favoriser des chevaux plus grands (de plus d'1,25 m), tout en poursuivant une sélection en race pure.
Un goulet d'étranglement génétique est bien visible dans l'histoire de ces chevaux, en revanche, la diversité génétique des chevaux étudiés en Bosnie-Herzégovine est globalement bonne,, avec un haut niveau de variations génétiques individuelles, témoignant de croisements passés avec des animaux d'origine extérieure. En effet, le Bosnien partage en commun avec l'Arabe les gènes RALB (Ras-like G-protein) et INHBB (Inhibin subunit beta B). En revanche, il ne semble pas avoir subi d'introgression du Pur-sang, ce qui est cohérent avec la documentation disponible à son sujet. Il présente des particularités génétiques associées à l'autophagie (CALCOCO2, RALB et LAPTM4B), partagées avec les races Arabe, Gidran, et Noriker.
Parmi les lignées modernes du Bosnien, 39 sont issues de l'étalon Barut, et 24 de l'étalon Miško. La lignée d'Agan n'existe plus. La lignée de Miško est désormais la plus représentée (2011).
L'analyse hématologique du cheptel bosnien du haras de Borike montre des caractéristiques bien définies. Le genre des chevaux influence davantage la composition du sang que leur âge. D'autres analyses sont nécessaires pour déterminer la biochimie sérique de ces chevaux.
Ce poney de montagne est particulièrement sensible à l'hyperkératose de la peau et à l'hyperplasie du tissu conjonctif et cartilagineux de l'articulation métatarsienne.

## Utilisations

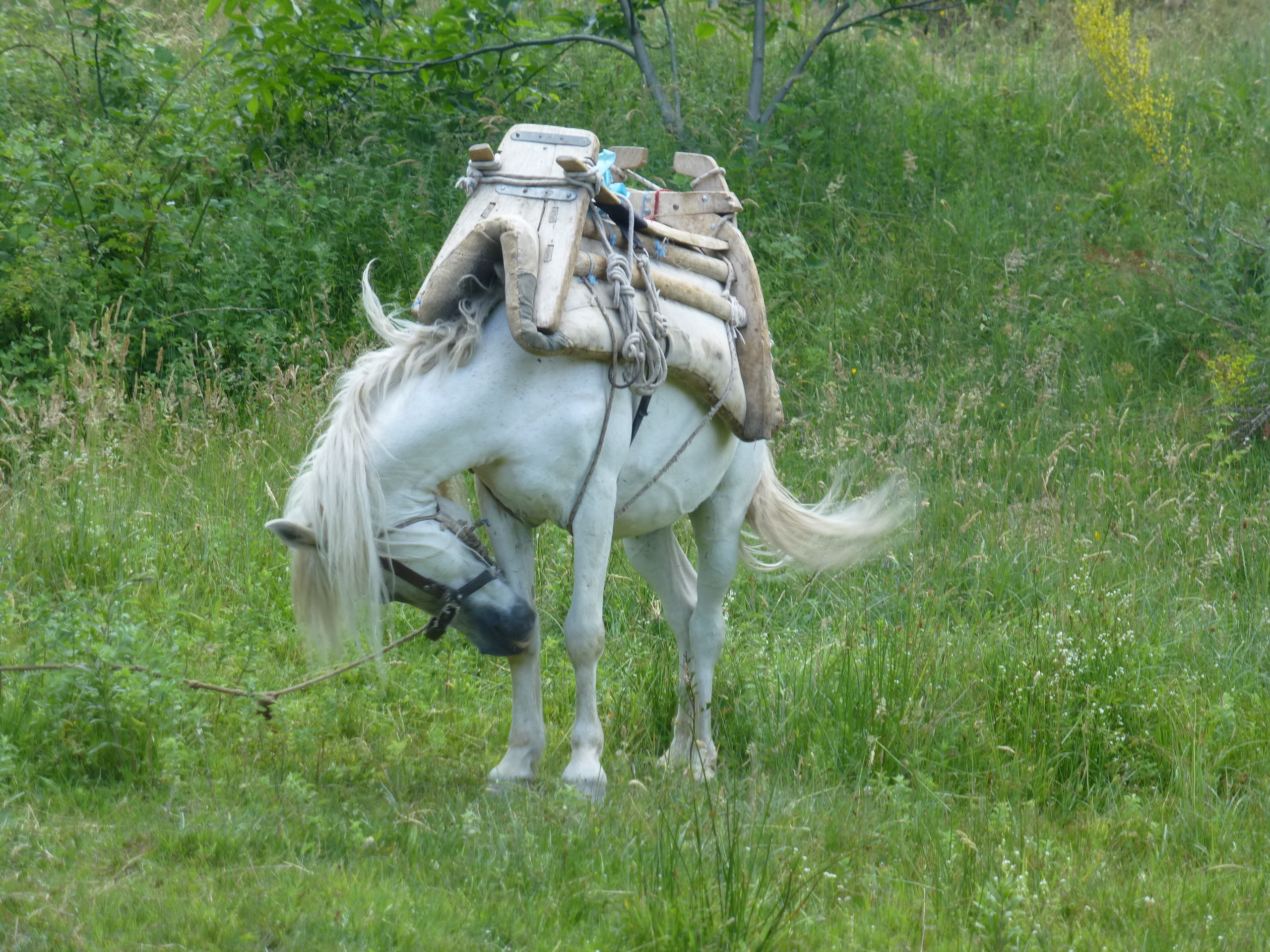
Cheval de montagne de Macédoine du Nord de robe grise, bâté.

Les Balkans ont toujours constitué une région géographique dans laquelle les déplacements sont difficiles, ce qui a motivé l'usage du cheval à cette fin.
Le cheval de montagne est utilisé pour de nombreuses taches, notamment aux travaux agricoles dans les fermes, à la traction légère, et comme cheval de bât,,,,. Il est souvent utilisé sur les terrains inaccessibles aux véhicules motorisés. Il transporte, entre autres, du bois de chauffage et du carburant de cette manière,. Il déplace aussi des troncs d'arbre (débardage). Dans les années 2000, il reste le principal, sinon l'unique moyen de transport dans les régions très accidentées des Balkans.
Facile à manipuler, il peut, plus rarement, être monté,,, car il est adapté à la randonnée.
Le croisement du Bosnien avec l'Arabe donne un cheval de selle localement très apprécié. Les juments de cette race sont aussi hybridées avec l'âne pour donner des mules. Un étalon de montagne bosnien a été introduit en Allemagne, parmi la harde sauvage des poneys de Dülmen (des poneys européens de type primitif), au début des années 1990,.

## Diffusion de l'élevage

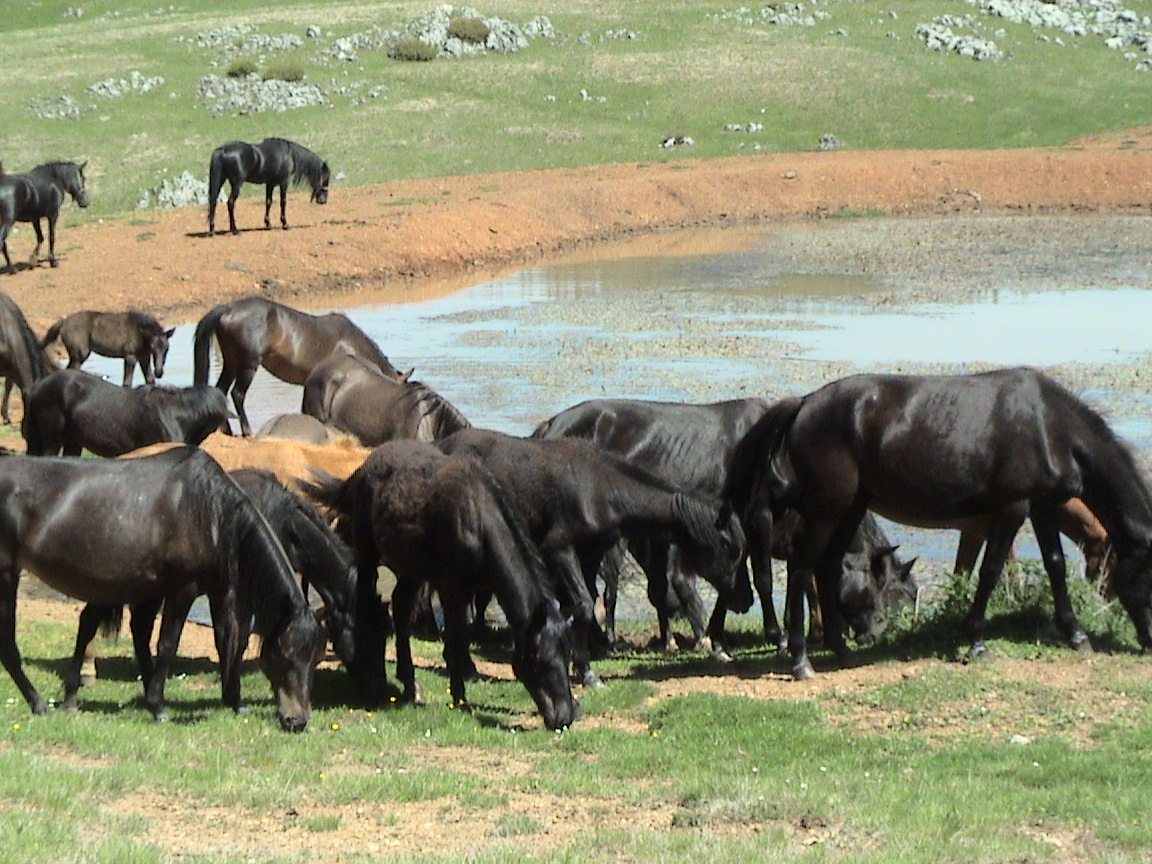
Troupeau de chevaux de montagne en Bosnie.

Le cheval de montagne des Balkans est surtout présent en Bosnie-Herzégovine (dont la race « Bosnien » forme la seule race de chevaux autochtone,) et en Serbie ; il existe aussi en petits nombres au Monténégro, en Croatie (à Gorski Kotar), en Slovénie (à Planido) et en Macédoine du Nord. Le Bosnien a été exporté en Allemagne, dans le but d'assurer sa conservation. En 2019, la création d'un programme d'élevage commun impliquant la Slovénie (qui gère une organisation internationale d'élevage du cheval Bosnien de montagne), la Croatie, la Bosnie-Herzégovine (qui joue le plus grand rôle dans la sélection de la race), la Serbie, le Monténégro, le Kosovo, l'Albanie, la Grèce, la Bulgarie, la Turquie et la Macédoine du Nord, a été proposée.
Le cheval de montagne des Balkans est classé comme race de chevaux régionale transfrontière, native d'Europe. Les perspectives de conservation de la population bosniaque sont bonnes. En Serbie, la race est répandue dans l'Est et le Sud-Est du pays. Elle y est classée comme étant en danger d'extinction, mais fait l'objet de mesures de protection.
Bonnie Lou Hendricks (université de l'Oklahoma, 2007) indique le Bosnien comme commun. DAD-IS indique un effectif de 12 390 sujets dans toute la Bosnie en 2003. Environ 140 de ces chevaux sont présents au haras de Borike en 2014. En 2020, la population serbe est située dans une fourchette entre 1 000 et 3 000 individus ; en 2014, les chevaux conformes au type de la race étaient estimés être entre 100 et 150. Plusieurs hardes sauvages existent : l'une près de Čapljina et une autre près de Livno en Bosnie-Herzégovine ; une dans les montagnes de Suva planina et une autre dans celles de Vlasina dans le Sud-Est de la Serbie près de la frontière Bulgare ; enfin, il existe une population sauvage dans les montagnes du Grand Balkan en Bulgarie, mais cette dernière a été rattachée à la race voisine du Karakatchan.
L'ouvrage Equine Science (4e édition de 2012) le classe parmi les races de poneys peu connues au niveau international ; d'après le guide Delachaux, cette race reste méconnue hors de sa région d'origine. Cependant R. Dekic et collègues (2014) estiment au contraire que le Bosnien est internationalement reconnu en raison de son ancienneté.

### Note
1. ↑  Il pourrait s'agir d'une erreur de traduction de Hendricks reprise par l'autrice du Guide Delachaux, lequel contient de nombreuses autres erreurs de traduction.